# Sint-Joristoren

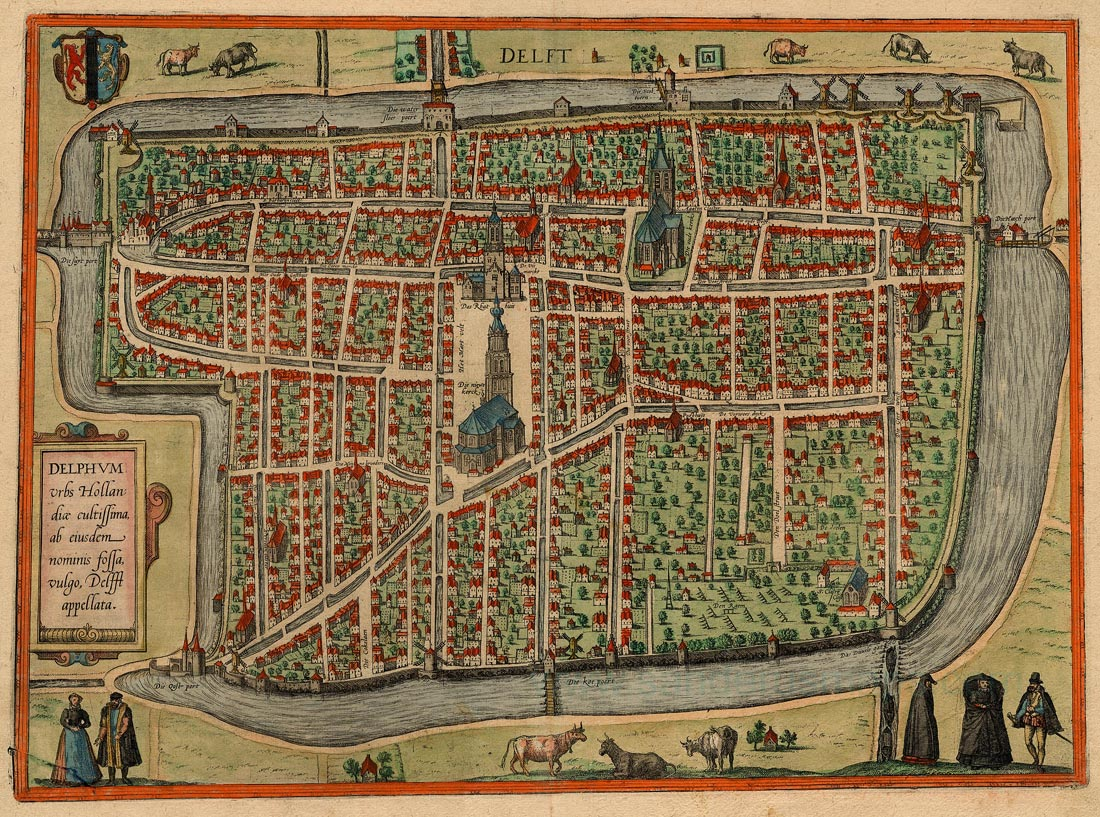
Delft in 1580, het noorden is rechts. Aan de oostelijke gracht liggen ten noorden van de Koepoort achtereenvolgens de Rietveldse Toren, de Sint-Joristoren, en de Sint-Huybrechtstoren

De Sint-Joristoren was een middeleeuwse waltoren in de Nederlandse stad Delft.
De toren lag aan de oostelijke stadsgracht, tussen de nog bestaande Rietveldse Toren en de Sint-Huybrechtstoren
Tegenwoordig wordt de Rietveldse Toren soms ook met de historisch onjuiste naam Sint-Joristoren aangeduid.
Haagpoort · Sint-Andriestoren · Sint-Joostentoren · Sint-Stevenstoren · Sint-Annatoren · Sint-Claratoren · Sint-Huybrechtstoren · Sint-Joristoren · Rietveldse Toren · Koepoort · Oostpoort · Henegouwse Toren · Rotterdamse Poort · Schiedamse Poort · Bourgondische Toren · Hollandse Toren · Zeelandse Toren · Waterslootse Poort · Sint-Michielstoren · Sint-Hiëronymustoren · Schoolpoort · Bagijnetoren